# Ljudevit Gaj

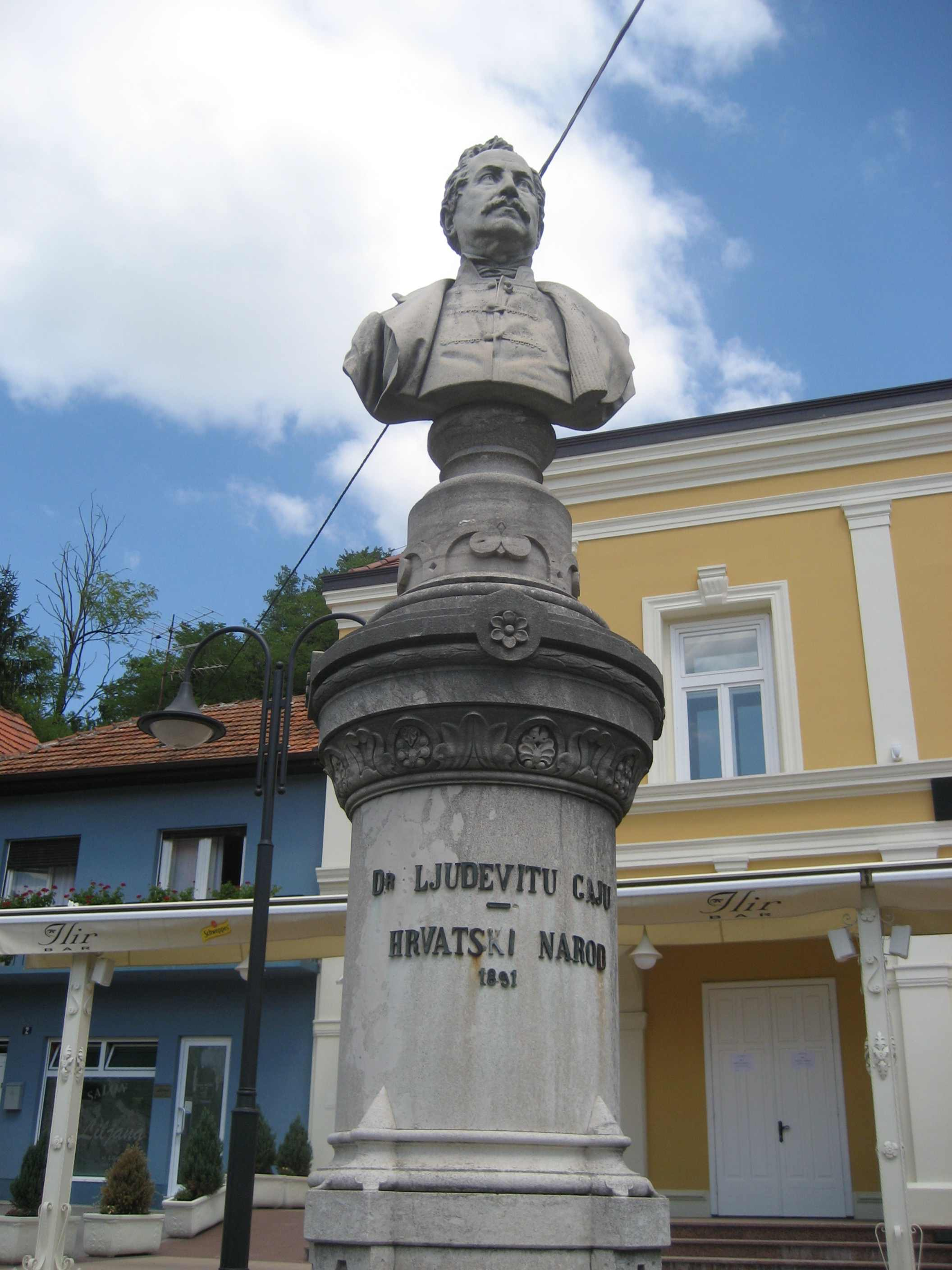
Popiersie Ljudevita Gaja w Krapinie autorstwa Ivana Rendicia

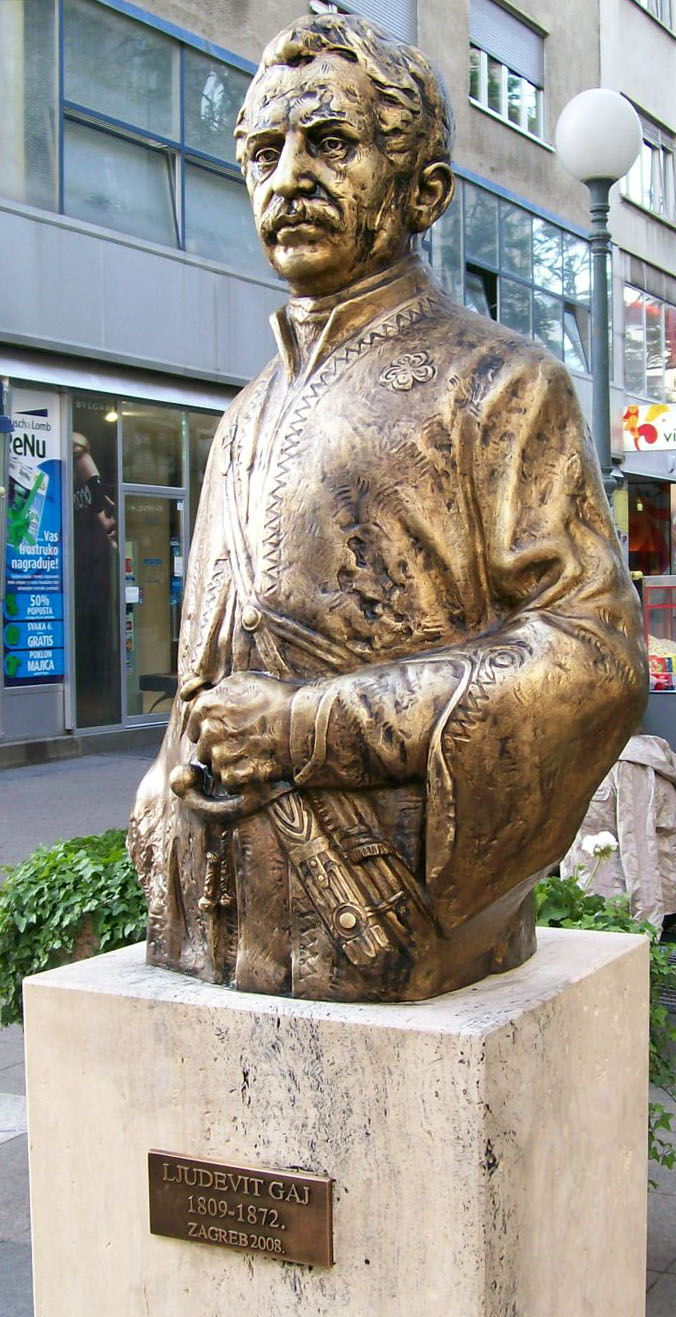
Pomnik Ljudevita Gaja w Zagrzebiu

Ljudevit Gaj (ur. 8 sierpnia 1809 w Krapinie, zm. 20 kwietnia 1872 w Zagrzebiu) – chorwacki działacz polityczny i poeta, jeden z głównych przedstawicieli ruchu iliryjskiego.
Pochodził z chorwackiej rodziny o korzeniach francuskich, był synem aptekarza Ivana Gaja. W domu mówiło się po niemiecku i chorwacku; matka Julijana Schmit była dobrze wykształconą, jak na owe czasy, kobietą.
Po ukończeniu szkoły w Krapinie uczęszczał do niemieckiego gimnazjum w Karlovacu. W latach 1827–1831 studiował, najpierw w Grazu, potem w Peszcie. W 1834 r. doktoryzował się w Lipsku. W tym czasie zetknął się ze studentami różnych narodowości słowiańskich, wśród których pojawiały się inicjatywy rozbudzania świadomości narodowej tych narodów. Szczególne znaczenie miało spotkanie z serbskim studentem Moisiejem Balticiem, który kierował w Grazu Klubem Iliryjskim zrzeszającym studentów południowosłowiańskich, a także Jánem Kollárem i Pavlem Šafárikiem.
W 1830 Gaj wydał w Budzie broszurę Kratka osnova horvatsko-slavenskoga prevopisanja, w której nawoływał do stworzenia „iliryjskiego” (czyli południowo-słowiańskiego) języka literackiego na bazie dialektu sztokawskiego – choć sam był Chorwatem, z których większość używała dialektu kajkawskiego. Do wyboru sztokawskiego, używanego w Serbii, Dalmacji czy Slawonii przekonał go Baltić, m.in. powołując się na fakt istnienia bogatej tradycji literackiej w tym dialekcie wywodzącej się z Republiki Dubrownickiej z XVI-XVIII w. Zakładał też stosowanie alfabetu łacińskiego oraz czeskich znaków diakrytycznych.
W 1831 Gaj przyjechał do Zagrzebia i zaczął osobiście propagować swoje idee, zdobywając coraz szersze powodzenie wśród młodej inteligencji. Ruch iliryjski zaczął się prężnie rozwijać, Gaj w 1835 założył iliryjską gazetę Novine Hrvatske (później przemianowaną na Ilirske Novine), kolejno powstawały następne, coraz liczniejsze instytucje kulturalne i społeczne, związane z ilirystami. Iliryści powołali też swoją partię polityczną.
W latach 40. XIX w. stosunki Gaja z ruchem iliryjskim nieco się jednak skomplikowały. W 1840 odbył podróż do Rosji próbując znaleźć tam źródła finansowania dla ruchu iliryjskiego oraz przekonać władze do zaangażowania się w poparcie tego ruchu. Wykorzystały to koła prowęgierskie w Chorwacji, które oskarżyły cały ruch o tendencje panslawistyczne i antypaństwowe, co później nie tylko wykorzystały austriackie koła rządowe dla podjęcia pewnych działań w celu ograniczenia iliryzmu (zakaz używania słowa „iliryjski”, cenzura itp.), ale i zmniejszyło zaufanie do Gaja wśród samych ilirystów (choć na pewien czas uzyskał cofnięcie wcześniej wspomnianego zakazu). Lojalistyczna postawa Gaja wobec Wiednia (otrzymał m.in. stałą pensję z dworu) w okresie, gdy władze centralne stawały na przeszkodzie dążeniom ilirystów, powodowała stopniowy spadek jego popularności i znaczenia.
W czasie Wiosny Ludów Gaj stał na czele delegacji wysłanej do Wiednia w celu uzyskania nominacji Josipa Jelačicia na bana Chorwacji. Z kolei w latach 50. XIX w. (epoce reakcyjnych rządów Bacha) Gajowi, z uwagi na jego lojalistyczną w stosunku do Wiednia postawę, pozwolono na kontynuowanie wydawania założonej przez niego gazety (od czasu zakazu używania słowa „iliryjski” pod tytułem Narodne Novine), straciła ona jednak wymowę iliryjską, a ruch, którego stworzeniu Gaj patronował, już się nie odrodził. Do spadku autorytetu Gaja przyczyniły się także pogłoski o finansowaniu poety przez Serba, księcia Miloša Obrenovicia (1849). Oskarżeniem o zdradę stanu w 1853 Gaj został złamany, do końca życia walczył o skromną egzystencję i wolność osobistą, zmarł w rozgoryczeniu. Pochowany na cmentarzu Mirogoj (za życia był właścicielem gruntów, na których założono cmentarz), niedaleko swego domu.
Gaj był autorem rozpraw historycznych – już w 1826 r. napisał Die Schlosser bei Krapina (Twierdze koło Krapiny) i pieśni patriotycznych. Wśród tych ostatnich do najpopularniejszych należą: Doletisze ptice, kukavice, Hajda braćo, hajd junaci czy Još Hrvatska ni propala (wzorowana na Mazurku Dąbrowskiego) wykonana po raz pierwszy 4 lutego 1835 r. w teatrze w Zagrzebiu.
Gaj posiadał wielu przyjaciół w Polsce, z którymi prowadził korespondencję, wśród tych osób były takie wybitne postacie kultury polskiej jak: Wacław Maciejowski, Jerzy Lubomirski, Michał Czajkowski (Sadyk Pasza), Adam Czartoryski, Joachim Lelewel czy Hieronim Bońkowski (nauczyciel dzieci Mickiewicza, tłumacz na język polski znanego dzieła Pavla Šafárika – Słowiańskie starożytności).